# ماهی خال‌خالی جزیره
ماهی خال‌خالی جزیره (نام علمی: Rastrelliger faughni) نام یک گونه از تیره تن‌ماهیان است که در منطقه هند-آرام زندگی می‌کند.